# Симон Мсува
Симон Мсува (на английски: Simon Happygod Msuva) е танзанийски футболист, играещ като нападател за саудитския Ал-Наджма и националния отбор на Танзания. Участник в Купата на африканските нации 2019 и 2023. През 2024 бележи единственния гол за отбора си в първенството срещу Замбия при равенството 1:1.

## Успехи
Йънг Африкаанс (Янгвани)
- Премиер лига на Танзания
  -  Шампион на Танзания (4): 2012/13, 2014/15, 2015/16, 2016/17
- Купа на Танзания
  -  Носител (1): 2016
- Къмюнити Шийлд на Танзания
  -  Носител (3): 2013, 2014, 2015
  -  Финалист (2): 2016, 2017

 Дифаа (Ел-Жадида)
- Купа на Трона
  -  Финалист (1): 2017

 Видад (Казабланка)
- Ботола
  -  Шампион на Мароко (1): 2020/21